# Serra del Reclot
La serra del Reclot és un petit sistema muntanyenc a la comarca del Vinalopó Mitjà del País Valencià. Amb altures que amb dificultats superen els 1.000 metres d'altura sobre el nivell de la mar, la serra s'inscriu al sistema prebètic i traça una direcció sud-oest nord-est.
La serra, situada entre el Pinós, Monòver, la Romana, l'Alguenya; en realitat està formada per diverses unitats: la serra de la Taja (a la part nord), el Cabeço de la Sal (un dom salí al nord-oest), serra de la Mota (a l'oest), el Mont del Coto i la mateixa serra del Reclot (a la part meridional del conjunt, on s'arriben a les màximes altures al cim de l'Algarejo (1.043 m).
Geològicament, la serra està constituïda per materials calcaris blancs liàsics i juràssics sobre el triàsic alpí que ha propiciat l'explotació minera del marbre en importants pedreres a cel obert, com ara la de Cavarrasa o el Coto.